# Rochers d'Entreconque
Les rochers d'Entreconque sont un chaînon s'étendant d'ouest en est, dans le massif des Alpilles, sur le territoire des communes de Maussane-les-Alpilles et des Baux-de-Provence. Ils culminent à 151 mètres d'altitude.

## Historique

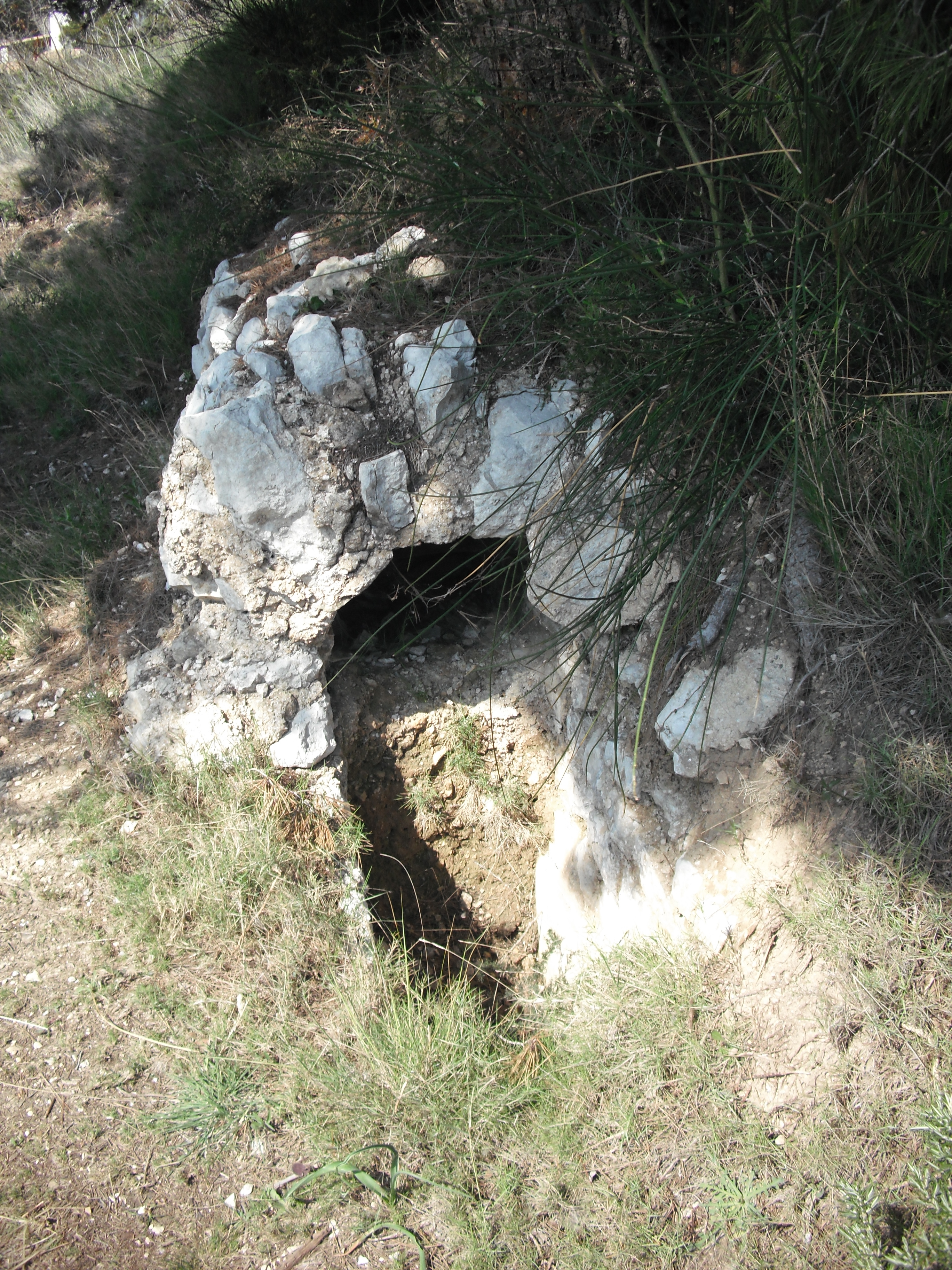
Vestige de l'aqueduc de Caparon aux rochers d'Entreconque.

Un des aqueducs romains, l'« aqueduc de Caparon » a été construit à partir de la source d'Entreconque. On peut encore voir les restes d'une structure souterraine ayant appartenu à cet aqueduc. Dans son parcours vers l'ouest et la ville d'Arles, il venait alimenter la meunerie de Barbegal dont on peut encore observer les vestiges, sur les hauteurs des rochers de la Pène. La source captée vient probablement du mas de la Dame. Elle rejoignait ensuite, semble-t-il, un canal fouillé en 1990 sur la commune de Paradou.